# 舘豊夫
舘 豊夫（たて とよお、1920年（大正9年）1月3日 - 1998年（平成10年）4月9日）は、日本の実業家。三菱自動車工業社長。

## 来歴・人物
大日本炭鉱の専務を務めた舘香緑・すえ夫妻の四男として、東京府東京市麹町区（現・東京都千代田区平河町）に生まれる。舘家は、旧伊勢国桑名藩士の家柄で、陸地測量師の館潔彦は祖父。
旧制東京高校、東京帝国大学経済学部を卒業後、1942年に三菱重工業に入社。三菱商事への出向時代には造船の営業を担当。
1970年6月、三菱重工と米・クライスラーとの合弁で発足する三菱自動車工業に移籍。1977年、取締役に選任され、常務を歴任後、1983年に社長となる。トップ時代には1988年に三菱自動車を東証1部に上場させ、「三菱自動車中興の祖」と呼ばれる。のちにクライスラーとの資本提携を解消し、同社の自立に尽くした。

## 親族
豊夫は5人兄弟の末っ子で、3人の兄と1人の姉がいる。兄・稲麻呂（香緑の三男）は大昭和製紙の創業者・齊藤知一郎の長女と結婚し、大昭和製紙の代理店・日昭物産（その後コミネ日昭を経て日本紙通商となる）の社長を務めた。稲麻呂の長女がトランスワールドインダストリー社長・渡辺紀久男に嫁いだが、紀久男の弟が岩崎忠雄の婿養子となったため、舘家は渡辺家を通じて三菱財閥の創業者・岩崎家と姻戚関係で結ばれた。また豊夫の姉・久楽子は元山下汽船常務・漆野寿一の弟・東吉（元一興産業社長）に嫁ぎ、東吉との間に1男1女をもうけた。

## 略歴
- 1920年1月3日：生まれる。
- 1942年：東京帝国大学経済学部を卒業後、三菱重工業に入社。
- 1965年：三菱商事に移籍。
- 1970年6月1日：三菱重工と米・クライスラーとの合弁で発足する、三菱自動車工業に移籍。
- 1971年：三菱自動車総務部長に就任。
- 1974年：企画経理本部企画部長に就任。
- 1977年：取締役に就任。
- 1979年：常務に就任。
- 1983年：社長に就任。
- 1989年：会長に退く。
- 1992年：勲二等旭日重光章受章[2]。
- 1993年：相談役に退く。
- 1995年：取締役を辞任。
- 1998年4月9日：78歳にて没。

## 著書
- 舘豊夫、鈴木英夫、両角良彦、横河正三、諸橋晋六『私の履歴書　経済人32』日本経済新聞社、2004年6月。